# آخون (باشقیرستان)
آخون (انگلیسی: Akhun, Republic of Bashkortostan) یک شهرک در شهرستان بوزدیاکسکی باشقیرستان کشور روسیه است.